# Słoboda Chodacka
Słoboda Chodacka (ukr. Слобода-Ходацька) – wieś na Ukrainie, w obwodzie winnickim, w rejonie barskim.